# 봄버맨 II
봄버맨 II(Bomberman II, 일본어: ボンバーマンII)는 허드슨 소프트가 1991년 패밀리 컴퓨터용으로 개발하고 배급한 미로 비디오 게임이다. 유럽에서 이 게임의 제목은 다이나블래스터(Dynablaster)였다.

## 게임플레이
이 게임은 전통적인 봄버맨 공식을 따른다. 블록과 적들로 가득 찬 방에서 플레이너는 봄버맨을 조종하며 폭탄을 심어서 블록과 적들을 파괴해야 한다.